# Crocidura pergrisea
Crocidura pergrisea är en däggdjursart som beskrevs av Miller 1913. Crocidura pergrisea ingår i släktet Crocidura och familjen näbbmöss. IUCN kategoriserar arten globalt som otillräckligt studerad. Inga underarter finns listade i Catalogue of Life.
Arten förekommer endemisk i regionen Kashmir i Pakistan. Den hittades där vid 2900 meter över havet. Crocidura pergrisea lever i bergsskogar.